# Batalha de Candespina
A Batalha de Candespina foi um encontro armado que se deu a 26 de Outubro de 1110 e opôs as hostes galegas, castelhanas e leonesas de D. Urraca de Leão e Castela às do seu marido, o rei Afonso I de Aragão, este apoiado pelo conde de Portugal D. Henrique de Borgonha.
A batalha saldou-se numa vitória para D. Afonso e D. Henrique. 

## Contexto
As relações entre D. Afonso e D. Urraca encontravam-se tensas desde Junho de 1110. Em Agosto D. Urraca concedeu importantes privilégios a Diego Lopez de Haro, senhor de Álava, Biscaia e Nájera, em cujos domínios a rainha começou a reunir tropas contra o seu marido. Contava com apoio de sectores importantes da nobreza leonesa, castelhana e galega, entre estes últimos o conde Pedro Froilaz de Trava, que aspirava ao poder sobre a Galiza. Defendiam os direitos ao trono de Afonso Raimundes, futuro Afonso VII de Leão, filho de D. Urraca, ameaçados pelo casamento entre D. Urraca e D. Afonso.  
A isto se somava a possível relação amorosa entre D. Urraca e Gomes Gonçalves. Toda esta facção, castelhana, leonesa e galega, levantou-se em rebelião contra o rei de Aragão, que viam como um intruso, pelo que propagaram uma imagem muito negativa do Batalhador, que mais tarde se reflectiu nas crónicas leonesas, como a Crónica Compostelana, cujo objectivo era a exaltação do bispo de Santiago Diego Gelmírez, que em 1111 abraçaria a causa da rebelião contra o rei aragonês buscando a expansão da sua diocese, o que levou ao estatuto de arcebispado que se estendia por grande parte de Leão, Portugal e actual Extremadura Espanhola.
Por outro lado, Bernardo de Toledo, arcebispo primaz de Espanha, recebeu em Sahagún, na presença dos bispos de Leão e Oviedo, cartas do Papa nas quais declarava a nulidade do casamento de Afonso I e Urraca sob o pretexto de um consanguinidade distante e ameaçada excomungar ambos se não cumprissem os seus desejos.
Gerou-se assim um ambiente hostil contra o rei D. Afonso de Aragão, que ameaçava uma autêntica guerra civil entre partidos que se opunham fundamentalmente pelas ambições de poder feudal e que obtinham o apoio da população insatisfeita devido a um período de escassez, que poderia gerar meios de subsistência com base na agitada vida de campanha e nos despojos de guerra, apoiando uma facção ou outra.
Perante esta situação, D. Urraca liderou um partido rebelde contra o seu marido e reuniu em Burgos as forças de importantes prelados e magnatas leoneses, castelhanos, portugueses e galegos, entre cujos líderes podemos citar o conde Pedro Ansúrez, Fruela Díaz e Rodrigo Muñoz, comandados por Gomes Gonçalves e Pedro Gonçalves de Lara, cujas acções seriam decisivas na batalha. 
Afonso I, por sua vez, logrou obter o apoio de D. Henrique de Borgonha, o conde de Portugal, um dos mais poderosos vassalos de D. Urraca. É possível que este achasse a rainha D. Urraca excessivamente poderosa, pois tomou o partido de D. Afonso após lhe ter sido prometido uma porção do território que lhe deixaria ao comando de toda a parte ocidental, ou seja a Galiza e Portugal. Este encontrou-se em França na primavera de 1110, a contratar mercenários.  

## A Batalha
Deu-se a batalha enquando D. Urraca se encontrava em Burgos.
Discute-se o desenrolar dos acontecimentos e a única coisa que se sabeao certo é que Alfonso I de Aragão obteve uma nítida vitória. Admite-se que as dissensões internas do contingente que se opõs ao Batalhador terão influenciado este desfecho. Segundo Rodrigo Jiménez de Rada, autor de De rebus Hispaniae, Pedro Gonçalves de Lara comandou a vanguarda do exército leonês e fugiu logo após o início da batalha, deixando o exército leonês em desvantagem e Gomes Gonçalves pereceria em combate. Foi morto por D. Henrique em pessoa.
Afirma a tradição castelhana que Pedro Gonçalves de Lara abandonou a luta assim que esta começou, porque competia pelos favores da rainha com Gomes Gonçalves, suspeito de ter relações com Urraca I. O conde de Lara traiu o seu rival para ser capaz de permanecer o único favorito da rainha.

## Consequências
A vitória de Afonso Batalhador, ainda que avassaladora, não teve grandes consequências. 
O conde D. Henrique mudou de ideias relativamente à sua aliança com D. Afonso pois proclamou-se a favor de D. Urraca a seguir à batalha, quando vieram ao seu encontro alguns homens de D. Urraca a oferecerem-lhe melhores recompensas e mais território caso se juntasse à rainha. Receberia a cidade de Zamora e o castelo de Ceia. O volte-face do conde de Portugal divulgou-se rapidamente e os aragoneses recuaram para Penhafiel, fortaleza dita impregnável, que foi cerca por D. Henrique e D. Urraca mas sem successo.
Embora tenha resultado numa breve trégua entre as facções rivais, a revolta contra o rei aragonês recrudesceria com a tomada de partido do bispo de Santiago de Compostela, Diego Gelmírez, no ano seguinte, e com a proclamação do infante Alfonso Raimúndez como rei de Leão, com todo o esplendor que a sede de Compostela era capaz. 
Após contínuas oposições e inúmeras dificuldades, o rei aragonês acabaria por renunciar ao trono de Leão, ao título de imperador (que herdara de Afonso VI) e, em última análise, à possibilidade de uma união dinástica entre os reinos de Leão e Aragão que poderia ter constituído uma união imediata da maior parte da Espanha cristã (apenas os condados orientais dos Pirenéus foram deixados de fora, legalmente sob vassalagem de França).